# Olivone
Olivone (Lombardisch: Rivoï, Reto-Romaans: Luorscha) is een plaats en voormalige gemeente in het district Blenio en behoort tot het Kanton Ticino. Olivone heeft 873 inwoners (2005).

## Geschiedenis
Olivone werd voor het eerst in 1193 geschreven als Alivoni. Het dorp was in de hoge middeleeuwen in bezit van de Familie Torre (Voor 1182), later lag het in bezit van de Familie van Locarno. Een rel tussen de burgers van Olivone en Aquarossa in 1213 bereikte zover dat een Gouverneur van Lombardije de plaatsen overnam en daarover regeerde. De lokale gewoonterechten van Olivone zijn in 1237 en 1417 schriftelijk opgeschreven. De economie van Olivone draait vooral van de landbouw, maar de economie draaide eeuwenlang ook op immigranten en vanaf de 19 de eeuw ook op toeristen.
Op 22 oktober is de gemeente gefuseerd samen met de andere gemeenten Aquila, Campo, Ghirone en Torre en hebben de nieuwe fusiegemeente Blenio gevormd.

## Geografie
Olivone ligt in het dal van Blenio. Olivone had als voormalige gemeente een oppervlakte van 76.1 km² en grensde aan de buurgemeenten Acquarossa, Aquila, Campello, Calpiogna, Campo, Ghirone, Mairengo, Medel, Quinto en Vals.
Olivone heeft een gemiddelde hoogte van 902 meter.

## Geboren
- Luigi Bolla (1813-1877), notaris, advocaat, consul en politicus
- Ines Bolla (1886-1953), feministe

## Overleden
- Luigi Bolla (1813-1877), notaris, advocaat, consul en politicus

## Galerij

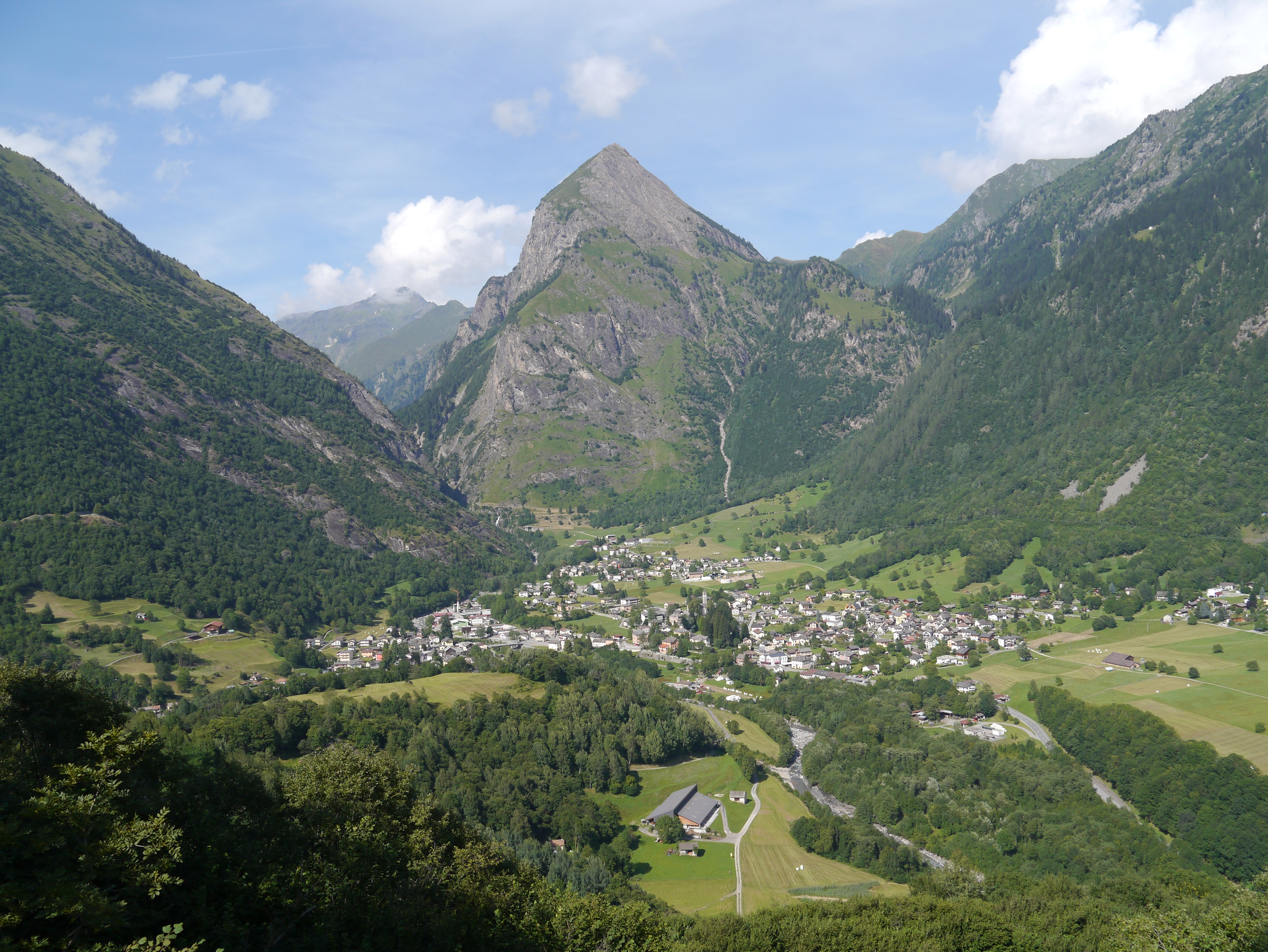
Uitzicht op Olivone
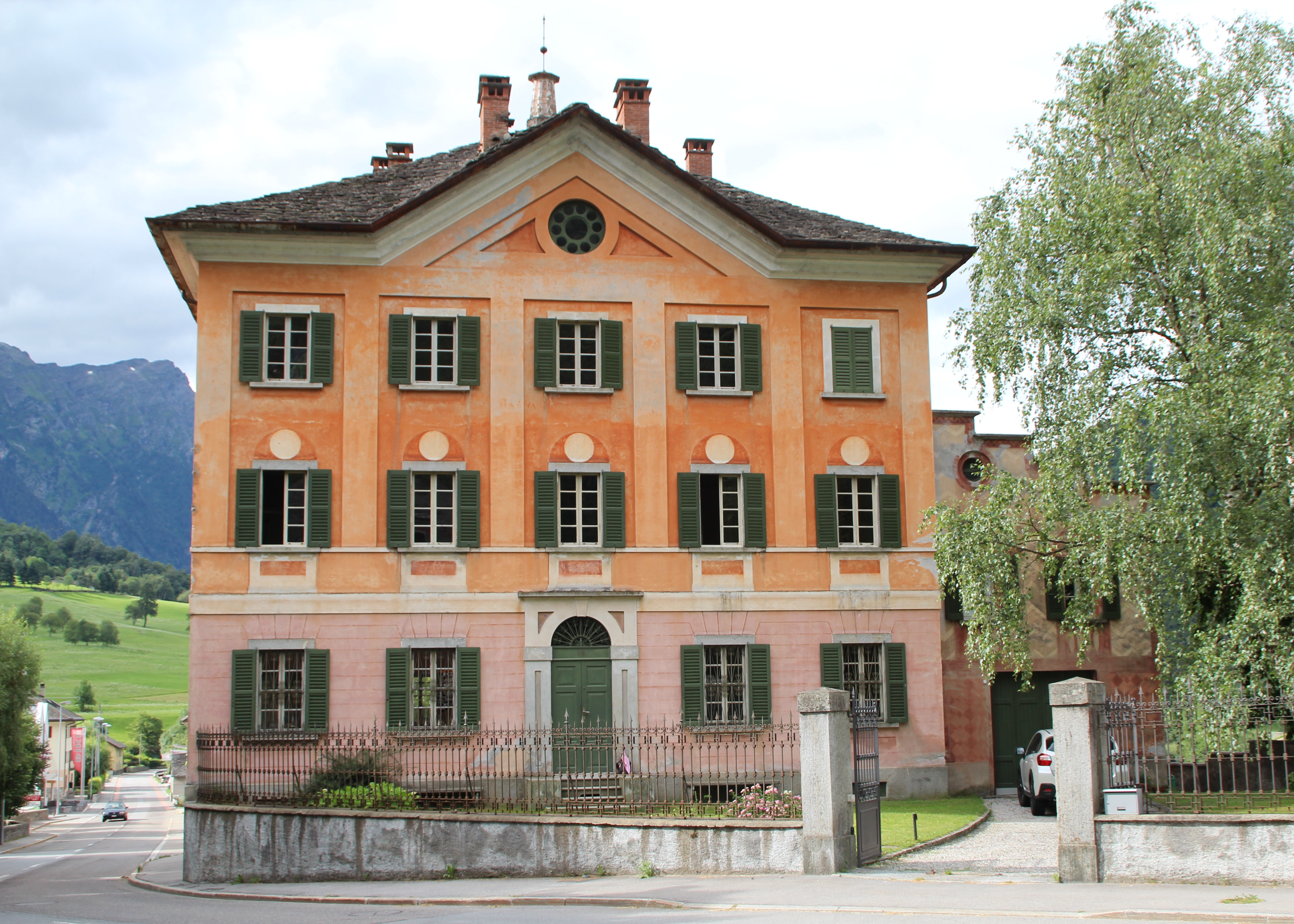
Villa Piazza in Olivone
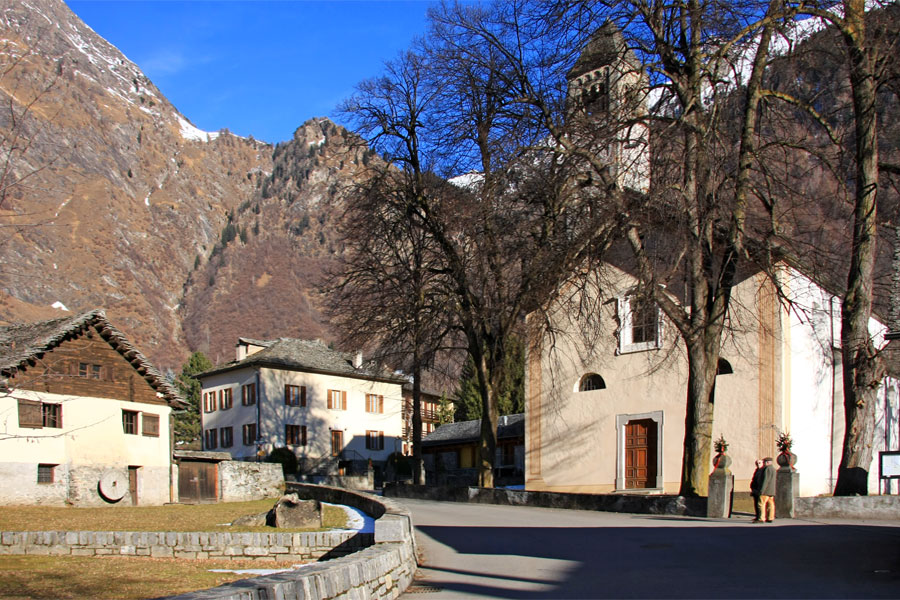
De kerk San Martino in Olivone
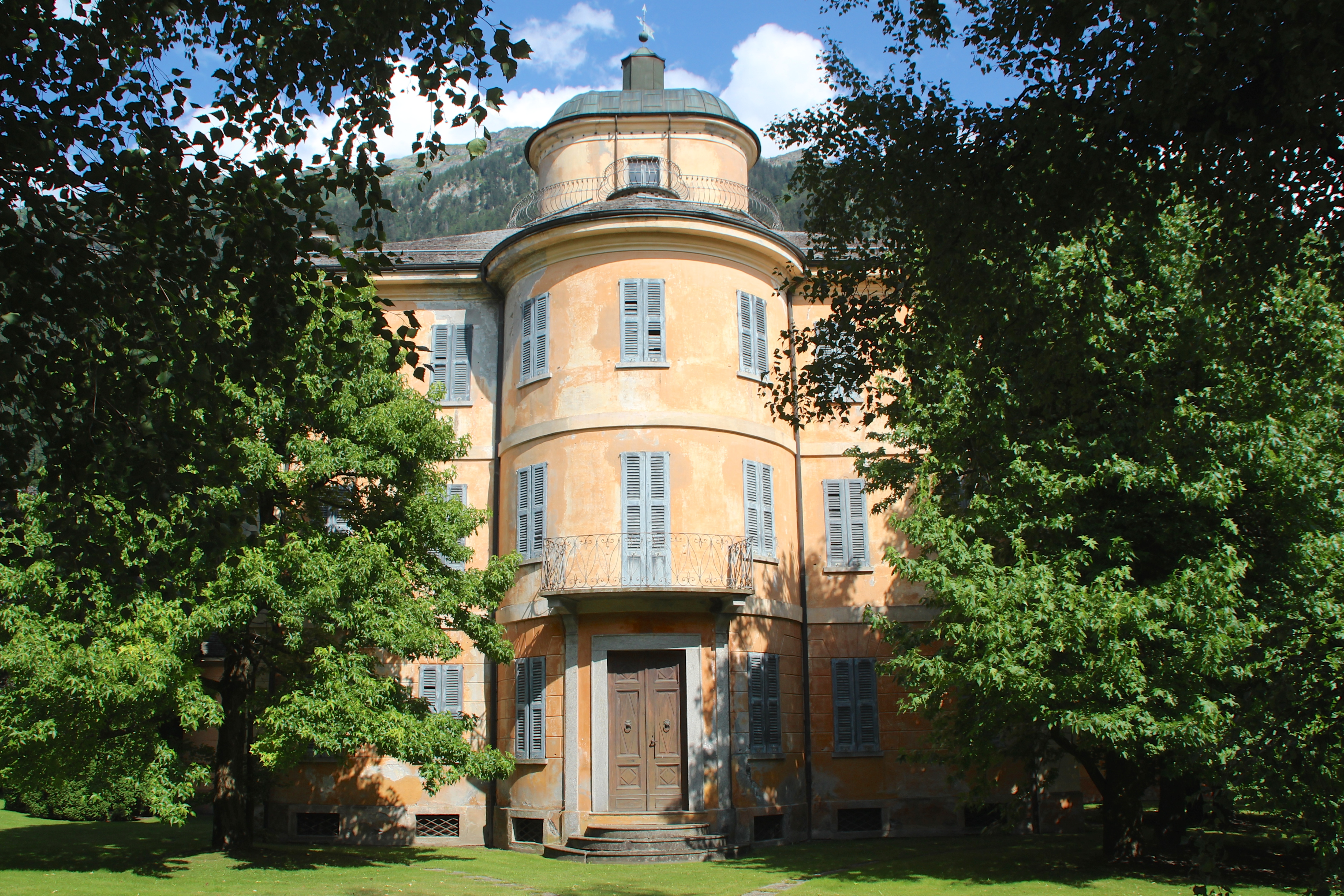

- Gemeinsame Normdatei: 4558133-2
- Historisch woordenboek van Zwitserland: 002060
- Library of Congress Control Number: no2001013168
- Nationale Bibliotheek van Israël: 987007484778805171
- Virtual International Authority File: 131678036
- WorldCat: E39PBJvCKc7Qv9cypr3GF3m68C